# (12565) Khege
(12565) Khege (1998 SV53) – planetoida z pasa głównego asteroid okrążająca Słońce w ciągu 5,68 lat w średniej odległości 3,18 j.a. Odkryta 16 września 1998 roku.